# 溫布頓 (英國國會選區)

選區在大倫敦的位置

溫布頓（英語：Wimbledon），英國國會一自治市選區，包括大倫敦的默頓區西北部。設於1885年。
本區自創始以來只有三次支持工黨，其餘時間都是保守黨的選區。2010年大選中史提芬·哈蒙德以49.1%選票勝出該區連任。